# Songshu (köpinghuvudort i Kina, Jilin Sheng, lat 42,04, long 127,11)
Songshu är en köpinghuvudort i Kina. Den ligger i provinsen Jilin, i den nordöstra delen av landet, omkring 260 kilometer sydost om provinshuvudstaden Changchun. Antalet invånare är 31 340. Befolkningen består av 15 238 kvinnor och 16 102 män. Barn under 15 år utgör 9,0 %, vuxna 15-64 år 77 %, och äldre över 65 år 12,0 %.
Runt Songshu är det ganska tätbefolkat, med 60 invånare per kvadratkilometer.  I omgivningarna runt Songshu växer i huvudsak blandskog.
Genomsnittlig årsnederbörd är 1 061 millimeter. Den regnigaste månaden är juli, med i genomsnitt 295 mm nederbörd, och den torraste är januari, med 12 mm nederbörd.